# Arhopala thamyras
Arhopala thamyras är en fjärilsart som beskrevs av Carl von Linné 1758. Arhopala thamyras ingår i släktet Arhopala och familjen juvelvingar. Inga underarter finns listade i Catalogue of Life.

## Bildgalleri

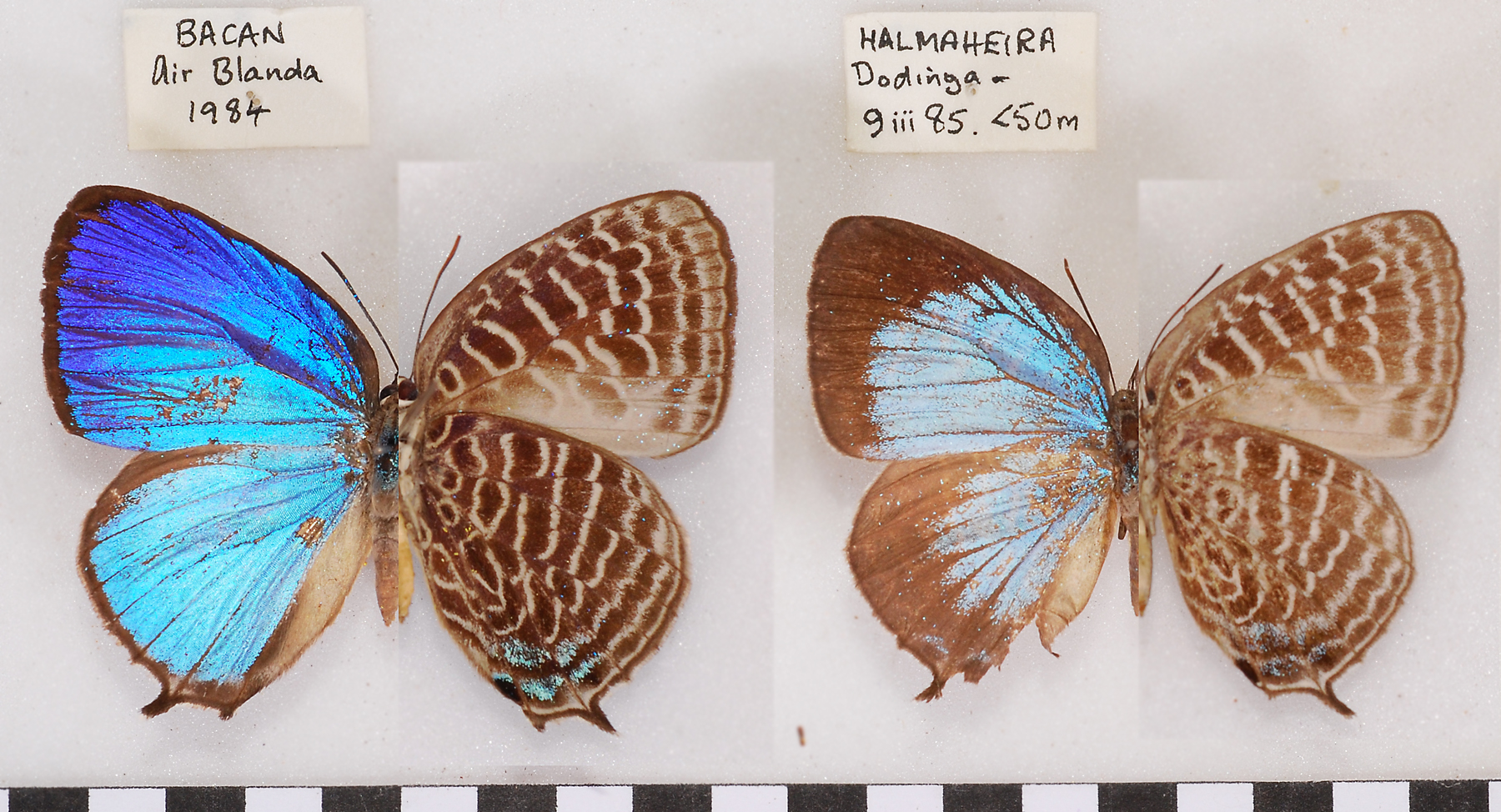
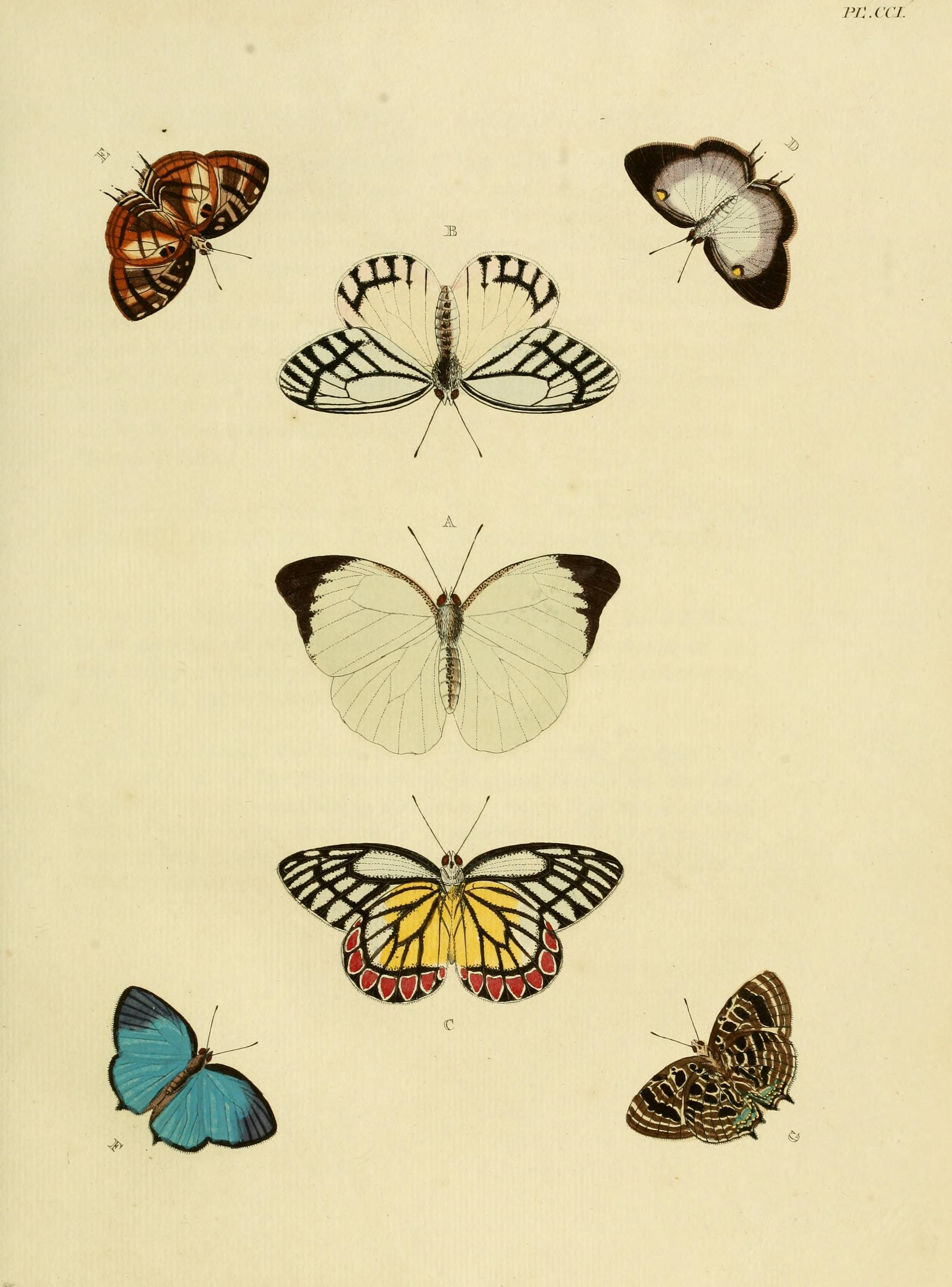
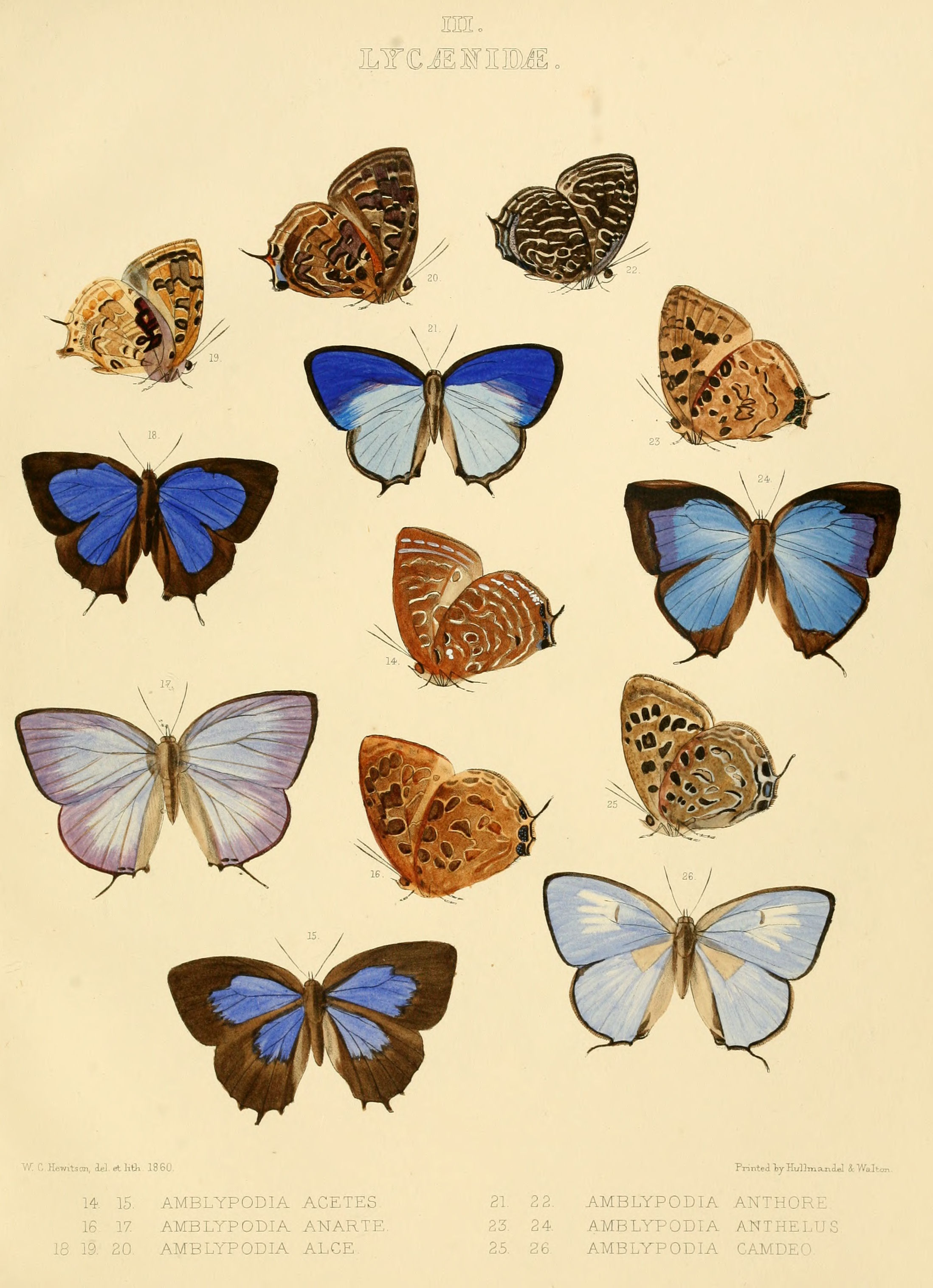
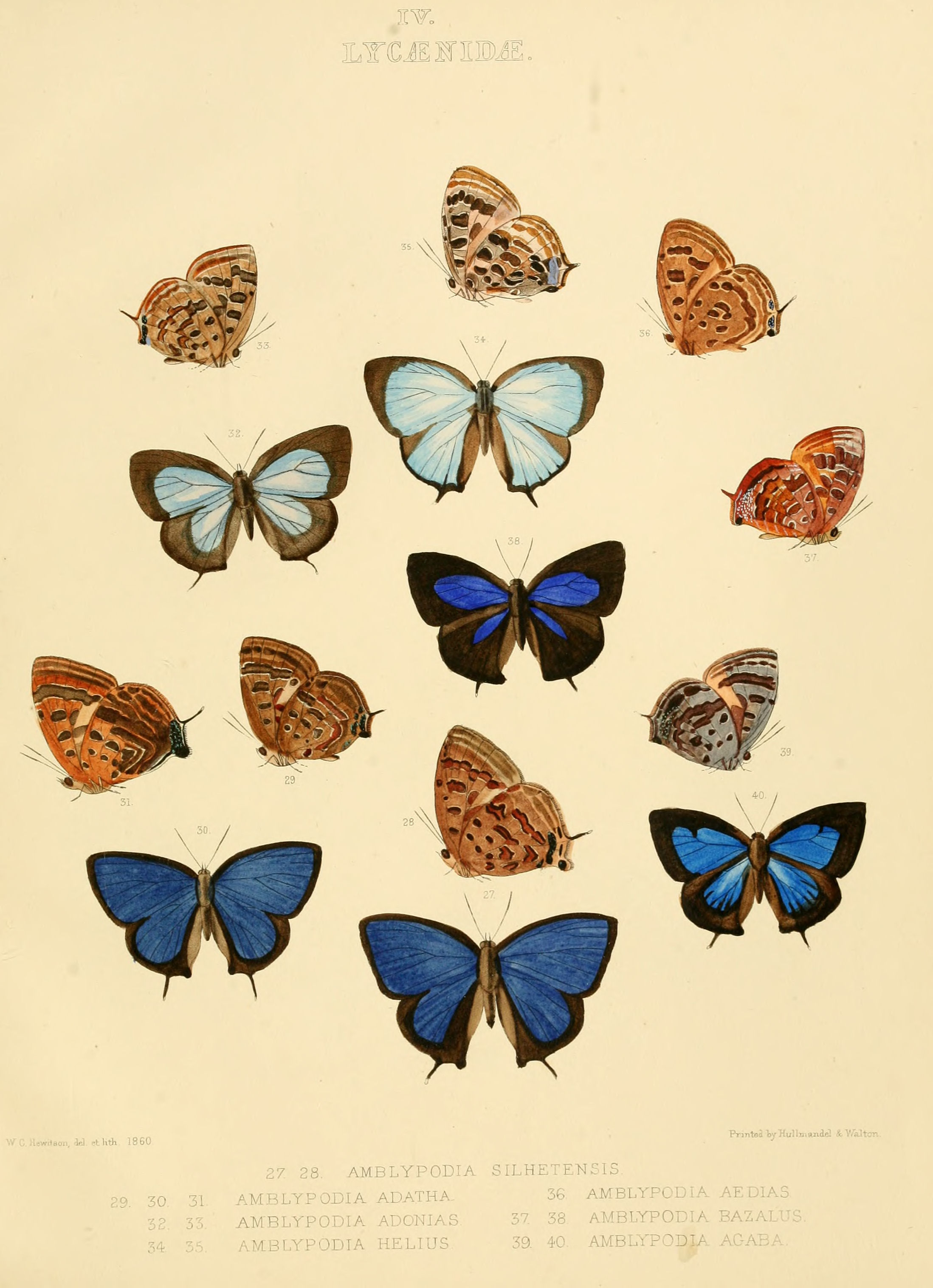
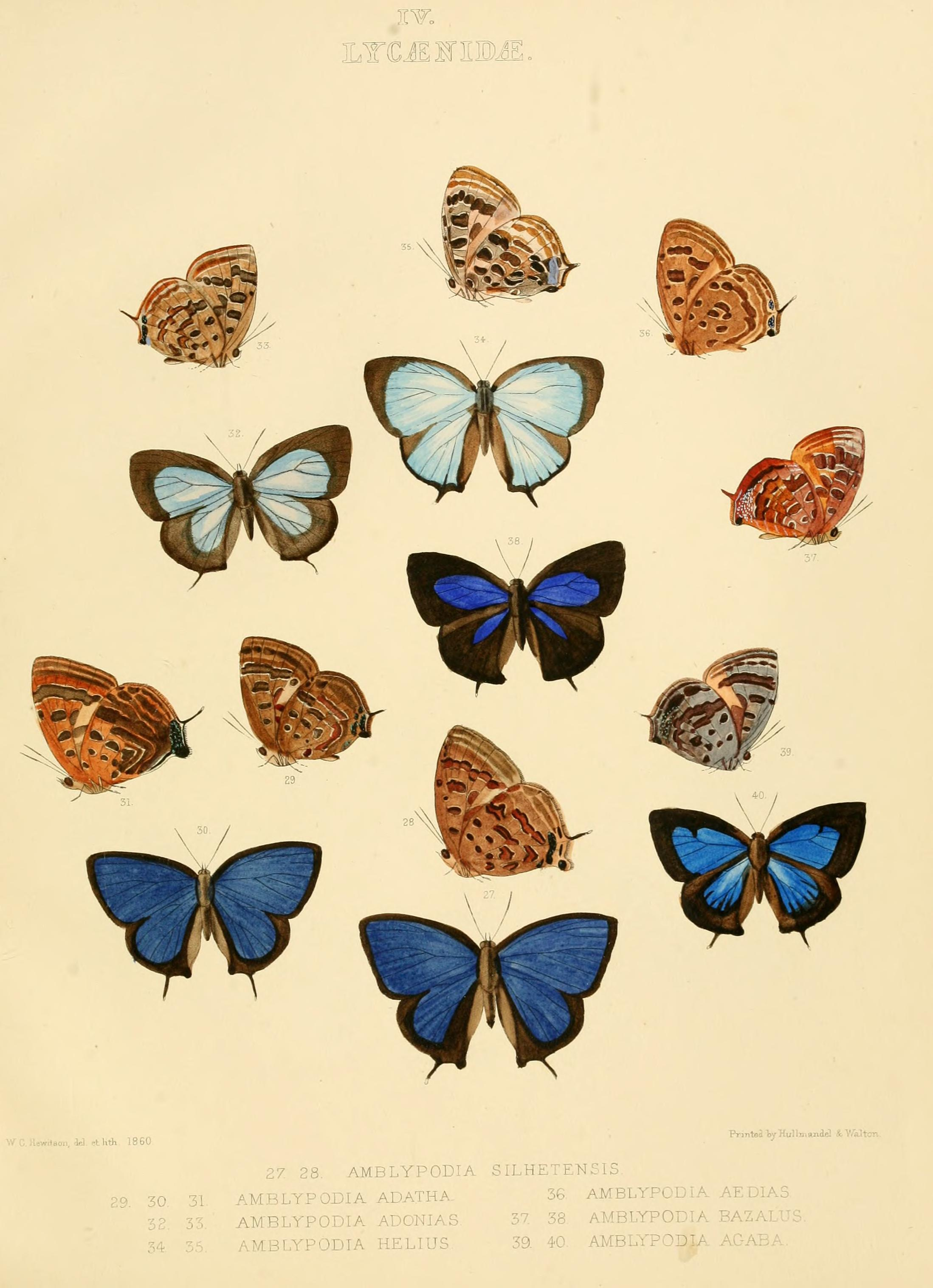